# Malthodes chorezmicus
Malthodes chorezmicus es una especie de coleóptero de la familia Cantharidae.

## Distribución geográfica
Habita en Uzbekistán.